# Jesaja Hollander
Jesaja Hollander (geboren 1806 in Altona/Elbe; gestorben am 25. Dezember 1872 ebenda) war ein deutscher Rabbiner. Er war auch Dajan (Richter) am Rabbinatsgericht in Altona. 
Der Sohn von Aron Hakohen Hollander war während seiner Schulzeit Schüler der Rabbiner Gamaliel und Akiba Wertheimer in Altona. Er ging mit 15 Jahren zusammen mit seinem Freund Jekew Cohn (1808–1905) nach Preßburg, wo er elf Jahre an der Jeschiwa des Oberrabbiners Moses Sofer studierte. Seine Semicha erlangte er durch Samuel Freund in Prag und Sabel Egers in Braunschweig. 
Im Jahre 1834 kehrte er nach Altona zurück, wo er fast 40 Jahre lang als Klausrabbiner und Vorbereitungslehrer für die Schule von Jakob Ettlinger und bis 1847 auch als Dajan (Richter) im Rabbinatsgericht wirkte. 1837 heiratete er Jekews Schwester, mit der er unter anderem die Sohne Jakob und Ahron hatte. Ahron gründete 1862 in Altona ein Unternehmen, das seine Enkel Hermann und Fritz Hollander international ausbauten.